# Liste der Baudenkmäler in Dietenhofen
Auf dieser Seite sind die Baudenkmäler in dem mittelfränkischen Markt Dietenhofen zusammengestellt. Diese Tabelle ist eine Teilliste der Liste der Baudenkmäler in Bayern. Grundlage ist die Bayerische Denkmalliste, die auf Basis des Bayerischen Denkmalschutzgesetzes vom 1. Oktober 1973 erstmals erstellt wurde und seither durch das Bayerische Landesamt für Denkmalpflege geführt wird. Die folgenden Angaben ersetzen nicht die rechtsverbindliche Auskunft der Denkmalschutzbehörde.

## Baudenkmäler nach Gemeindeteilen

### Dietenhofen
| Lage                                      | Objekt                                                                | Beschreibung | Akten-Nr.              | Bild           |
| ----------------------------------------- | --------------------------------------------------------------------- | --- | ---------------------- | -------------- |
| Am Schlauersbacher Weg (Standort)         | Grenzstein                                                            | Rechteckiger Sandsteinpfeiler, an zwei Seiten reliefiert, um 1550; Grenzstein der ehemaligen Grenze zwischen den Markgrafentümern Brandenburg-Onolzbach und Brandenburg-Kulmbach | D-5-71-135-59          | BW             |
| Brechtelstraße 6 (Standort)               | Ehemaliges evangelisch-lutherisches Pfarrhaus, jetzt Gemeindehaus     | Zweigeschossiger Satteldachbau mit teils verputztem Fachwerk über massivem Quadermauerwerk im Erdgeschoss, Ladeöffnungen im dreigeschossigen Giebel und klassizistischer Haustüre, 1725 | D-5-71-135-1 Wikidata  | weitere Bilder |
| Brunnengasse 6 (Standort)                 | Wohnhaus                                                              | Zweigeschossiger Satteldachbau mit massivem Erdgeschoss und Fachwerk in Ober- und Giebelgeschoss mit Ladeluke, im Kern „1791“ (bezeichnet) | D-5-71-135-2 Wikidata  | weitere Bilder |
| Georg-Flory-Straße 16 (Standort)          | Wohnhaus                                                              | Zweigeschossiger Satteldachbau mit massivem Erdgeschoss und offenem Fachwerk im Obergeschoss und vorkragenden Giebel, erste Hälfte 18. Jahrhundert, nach Westen durch Anbauten erweitert | D-5-71-135-4 Wikidata  | weitere Bilder |
| Herrenstraße 2 (Standort)                 | Wohnhaus                                                              | Zweigeschossiger Satteldachbau mit massivem Erdgeschoss und offenem Fachwerk in Obergeschoss und Giebel, vielleicht über älterem Kern, Mitte 19. Jahrhundert | D-5-71-135-5 Wikidata  | weitere Bilder |
| Herrenstraße 5 (Standort)                 | Wohn- und Geschäftshaus                                               | Zweigeschossiger Satteldachbau mit massivem Erdgeschoss und teils verputztem Fachwerk im Obergeschoss und Giebel, 18. Jahrhundert, Erdgeschoss entstellend umgebaut | D-5-71-135-6 Wikidata  | BW             |
| Herrenstraße 9 (Standort)                 | Ehemalige Schmiede                                                    | Zweigeschossiger Walmdachbau mit Fachwerk über massivem Erdgeschoss und späterem, winklig anschließendem offenen Vorbau mit Walmdach auf Holzpfosten, wohl zweite Hälfte 18. Jahrhundert, Vorbau wohl Mitte 19. Jahrhundert, nach Süden erweitert | D-5-71-135-7 Wikidata  | weitere Bilder |
| Herrenstraße 12 (Standort)                | Wohn- und Gasthaus                                                    | zwei- bis dreigeschossiger Satteldachbau in Fachwerk über massivem Sockel und teils massiv gemauertem Erdgeschoss mit kleinem Anbau, angeblich „1690“ (ehemals bezeichnet), Giebelschwellenbalken erneuert | D-5-71-135-8 Wikidata  | weitere Bilder |
| Herrenstraße 12 (Standort)                | Nebengebäude, jetzt Wohn- und Geschäftshaus                           | Zweigeschossiger Satteldachbau mit Zwerchhaus und Fachwerk über teils massiv gemauertem Erdgeschoss, Mitte 18. Jahrhundert | D-5-71-135-8 Wikidata  | weitere Bilder |
| Herrenstraße 14 (Standort)                | Wohnhaus                                                              | Zweigeschossiger Walmdachbau mit tiefem, beinahe hausbreitem Zwerchhaus mit offenem Fachwerk an der Giebelseite, 18. Jahrhundert | D-5-71-135-9 Wikidata  | weitere Bilder |
| Herrenstraße 16 (Standort)                | Evangelisch-lutherische Pfarrkirche St. Andreas, ehemalige Wehrkirche | Mit Chorturm, Langhaus mit angesetzten Strebepfeilern, eingezogenem Rechteckschor im Turm mit Geschossgesimsen, Spitzhelm, Uhren- und Schwarwachtürmchen sowie mit Sakristeianbau nördlich am Turm, Langhaus im Kern romanisch, Turmneubau, Langhausausbesserung und wohl auch Sakristeianbau drittes Viertel 15. Jahrhundert, Strebepfeiler 1697; mit Ausstattung | D-5-71-135-10 Wikidata | weitere Bilder |
| Herrenstraße 14, 16 (Standort)            | Friedhofsmauer, ehemalige Wehrmauer                                   | Südliche Hälfte in Quadermauerwerk, mit einzelnen vermauerten Grabsteinen, im Kern spätmittelalterlich, nach Norden modern erweitert | D-5-71-135-10 Wikidata | weitere Bilder |
| Herrenstraße 16 (Standort)                | Ehemalige Kapelle                                                     | Walmdachbau mit gekoppelter Bogenöffnung, 18. Jahrhundert | D-5-71-135-10 Wikidata | weitere Bilder |
| Herrenstraße 16 (Standort)                | Friedhof                                                              | Mit wenigen historischen Grabdenkmälern, in der südlichen Hälfte im Kern mittelalterlich | D-5-71-135-10 Wikidata | weitere Bilder |
| Hillerstraße 3 (Standort)                 | Ehemaliger Zehntstadel                                                | Langgestreckter Satteldachbau in Fachwerk, Teile massiv gemauert, mit nach Westen abgewalmtem Dach, 18. Jahrhundert, östlicher Teil im 19./20. Jahrhundert erneuert | D-5-71-135-17 Wikidata | weitere Bilder |
| Hillerstraße 5 (Standort)                 | Ehemalige Scheune                                                     | Zweigeschossiger Satteldachbau mit offenem Fachwerk über massivem Erdgeschoss, 18. Jahrhundert, nach Norden modern erweitert | D-5-71-135-11 Wikidata | BW             |
| Rathausplatz 15 (Standort)                | Wohnhaus                                                              | Zweigeschossiger Satteldachbau mit massivem Erdgeschoss und teils verputztem Fachwerk in Ober- und Giebelgeschoss mit Aufzugsöffnung, im Kern 18. Jahrhundert | D-5-71-135-13 Wikidata | weitere Bilder |
| Rüderner Straße 12, 14 (Standort)         | Doppelwohnhaus                                                        | Satteldachbau mit zweigeschossigem Fachwerkgiebel über massivem Erdgeschoss, im Kern wohl 18. Jahrhundert, Straßenfront im 19./20. Jahrhundert verändert | D-5-71-135-14 Wikidata | weitere Bilder |
| Dietenhofen Rüderner Straße 26 (Standort) | Bauernhof                                                             | Zweigeschossiges Fachwerkwohnstallhaus, 18. Jahrhundert; nicht nachqualifiziert, im Bayerischen Denkmal-Atlas nicht kartiert | D-5-71-135-15 Wikidata | BW             |
| Rüderner Straße 34 (Standort)             | Eingeschossiger Bau                                                   | Fachwerkgiebel, erste Hälfte 18. Jahrhundert | D-5-71-135-16 Wikidata | BW             |
| Schlossstraße 5 (Standort)                | Ehemaliges Amtshaus                                                   | Zweigeschossige Zweiflügelanlage auf winkligem Grundriss mit Eckquaderung und Mansardwalmdach, 18. Jahrhundert | D-5-71-135-19 Wikidata | weitere Bilder |

### Adelmannsdorf
| Lage                        | Objekt                   | Beschreibung | Akten-Nr.              | Bild           |
| --------------------------- | ------------------------ | --- | ---------------------- | -------------- |
| Adelmannsdorf 10 (Standort) | Ehemaliges Wohnstallhaus | Erdgeschossiger Satteldachbau mit offenem Fachwerk in Giebel und Teilen des Erdgeschosses, im Kern 1725 (bezeichnet), Stallteil im 19./20. Jahrhundert erweitert | D-5-71-135-20 Wikidata | weitere Bilder |
| In Adelmannsdorf (Standort) | Steinkreuz               | Mittelalterlich | D-5-71-135-21          | BW             |

### Andorf
| Lage                | Objekt                   | Beschreibung | Akten-Nr.              | Bild |
| ------------------- | ------------------------ | --- | ---------------------- | ---- |
| Andorf 3 (Standort) | Ehemaliges Wohnstallhaus | Eingeschossiger Satteldachbau in Hanglage mit dreigeschossigem Giebel und Kranbalken, vielleicht über älterem Kern, 1836, stark überformt | D-5-71-135-22 Wikidata | BW   |

### Götteldorf
| Lage                      | Objekt                                                                  | Beschreibung | Akten-Nr.              | Bild           |
| ------------------------- | ----------------------------------------------------------------------- | --- | ---------------------- | -------------- |
| In Götteldorf (Standort)  | Sogenannter Gumbertusbrunnen                                            | Abgang mit Quadereinfassung, nachmittelalterlich, Brunnenhaus erneuert | D-5-71-135-24 Wikidata | weitere Bilder |
| Götteldorf 15a (Standort) | Evangelisch-lutherische Filialkirche St. Leonhard, ehemalige Wehrkirche | Mit Chorturm, Saalbau mit spätromanischem Stufenportal und eingezogenem Rechteckchor im Turm mit Spitzhelm und Sakristeianbau im Norden, spätes 13. Jahrhundert, Sakristeianbau „1584“ (bezeichnet); mit Ausstattung | D-5-71-135-23 Wikidata | weitere Bilder |
| Götteldorf 15a (Standort) | Friedhofsmauer                                                          | Im Norden und Osten mittelalterlich, im Westen und Süden erweitert | D-5-71-135-23 Wikidata | weitere Bilder |

### Hörleinsdorf
| Lage                      | Objekt                                | Beschreibung | Akten-Nr.              | Bild           |
| ------------------------- | ------------------------------------- | --- | ---------------------- | -------------- |
| Hörleinsdorf 2 (Standort) | Wohnstallhaus und ehemaliges Gasthaus | Zweigeschossiger Satteldachbau mit verzahnter Eckquaderung und Fenstereinfassung aus Sandstein, bezeichnet „1858“ | D-5-71-135-54 Wikidata | weitere Bilder |
| Hörleinsdorf 2 (Standort) | Stallanbau                            | erdgeschossiger Satteldachbau mit Hausteinrahmung um das Tor, bauzeitlich, wohl 1858                              | D-5-71-135-54          | BW             |

### Kehlmünz
| Lage                  | Objekt                   | Beschreibung | Akten-Nr.              | Bild                     |
| --------------------- | ------------------------ | --- | ---------------------- | ------------------------ |
| Kehlmünz 7 (Standort) | Ehemalige Mühle          | Zweigeschossiger Satteldachbau mit offenem Fachwerk im Ober- und Giebelgeschoss sowie einseitigem Massivgiebel mit Geschoss- und Giebelgesimsen, Wappensteinen sowie Firstaufsatz, im Kern vielleicht „1763“ (bezeichnet), „1800“ (bezeichnet) und „1884“ (bezeichnet) verändert, im 19./20. Jahrhundert nach Westen erweitert | D-5-71-135-25 Wikidata | Ehemalige Mühle          |
| Kehlmünz 7 (Standort) | Ehemalige Mühle, Scheune | Massiver Satteldachbau, 19. Jahrhundert | D-5-71-135-25 Wikidata | Ehemalige Mühle, Scheune |

### Kleinhaslach
| Lage                                    | Objekt                                                               | Beschreibung | Akten-Nr.              | Bild                                |
| --------------------------------------- | -------------------------------------------------------------------- | --- | ---------------------- | ----------------------------------- |
| Haselbach; Kreisstraße AN 17 (Standort) | Steinerne Brücke                                                     | Zu vier Jochen, wohl Mitte 19. Jahrhundert | D-5-71-135-29 Wikidata | weitere Bilder                      |
| Kleinhaslach 18 (Standort)              | Ehemaliges Gasthaus Adler                                            | Zweigeschossiger Satteldachbau mit offenem Fachwerk im Giebel mit Schopf und Ladeöffnungen sowie mit schmiedeeisernem Ausleger, im Kern „1752“ (bezeichnet), überformt | D-5-71-135-27 Wikidata | weitere Bilder                      |
| Kleinhaslach 22 (Standort)              | Ehemaliges Gasthaus                                                  | Zweigeschossiger Satteldachbau mit Fachwerkgiebel, Geschossgesims, geohrter Portal- und aufgeputzter Fensterrahmung, „1767“ (bezeichnet) | D-5-71-135-28 Wikidata | weitere Bilder                      |
| Kleinhaslach 22 (Standort)              | Ehemalige Brauerei                                                   | Zweigeschossiger Satteldachbau mit Ecklisenen, Bandgesims und stichbogigen, gerahmten Fenster- und Türöffnungen, „1842“ (bezeichnet) | D-5-71-135-28 Wikidata | weitere Bilder                      |
| In Kleinhaslach (Standort)              | Evangelisch-lutherische Pfarrkirche St. Martin, ehemalige Wehrkirche | Mit Chorturm, Saalbau mit Hausteineinfassung an Portal und Fenstern, eingezogenem Rechteckchor im Turm mit Geschossgesimsen und Spitzhelm, Sakristeianbau im Norden und Emporenaufgang im Westen, Turm wohl 15. Jahrhundert, Kirchenschiff „1714“ (bezeichnet), Sakristeianbau und Emporenaufgang 18. Jahrhundert; mit Ausstattung | D-5-71-135-26 Wikidata | weitere Bilder                      |
| In Kleinhaslach (Standort)              | Friedhofsmauer, ehemalige Wehrmauer                                  | Mit doppeltem, terrassenartig übereinander gestuftem Mauerring mit Rundbogenportal und Strebepfeilern, wohl 15. Jahrhundert | D-5-71-135-26 Wikidata | Friedhofsmauer, ehemalige Wehrmauer |

### Leonrod
| Lage                  | Objekt                                                         | Beschreibung | Akten-Nr.              | Bild           |
| --------------------- | -------------------------------------------------------------- | --- | ---------------------- | -------------- |
| In Leonrod (Standort) | Burgruine Leonrod, ehemalige Wasserburg mit Vor- und Hauptburg | Am besten erhalten von der Hauptburg sind der quadratische Bergfried aus Hausteinquadern und Bruchstein, Reste von vier, ehemals um zwei Höfe gruppierten Gebäuden, Teile der Schildmauer aus Buckelquadern mit spitzbogiger Durchfahrt, des gemauerten Halsgrabens im Westen und eines runden Mauerturms, im 13. Jahrhundert errichtet, im 14. und 16. Jahrhundert umgebaut, 1651 abgebrannt, seitdem Ruine. Um die ganze Anlage sind Schilder mit der Aufschrift „Lebensgefahr! Betreten verboten“ platziert | D-5-71-135-30 Wikidata | weitere Bilder |
| In Leonrod (Standort) | Ehemalige Burgkapelle St. Georg, Teil der ehemaligen Vorburg   | Saalbau mit Satteldach und Dachreiter, um 1327, Altarraum und Dachreiter erneuert | D-5-71-135-30 Wikidata | weitere Bilder |
| Leonrod 1 (Standort)  | Ehemaliges Jägerhaus                                           | Zweigeschossiger Fachwerkbau mit Walmdach und teils massiv ausgewechseltem Erdgeschoss, 17./18. Jahrhundert | D-5-71-135-31 Wikidata | weitere Bilder |
| Leonrod 19 (Standort) | Gasthaus Weinländer                                            | Zweigeschossiger Massivbau mit Mansardwalmdach und schmiedeeisernem Ausleger, im Kern 18. Jahrhundert, an drei Seiten erweitert | D-5-71-135-32 Wikidata | BW             |

### Methlach
| Lage                  | Objekt                                  | Beschreibung | Akten-Nr.              | Bild           |
| --------------------- | --------------------------------------- | --- | ---------------------- | -------------- |
| Methlach 1 (Standort) | Ehemalige Mühle                         | Zweigeschossiger Walmdachbau mit verputztem Fachwerk über massivem Erdgeschoss, Krangaube und Fledermausgauben, „1723“ (modern bezeichnet) | D-5-71-135-33 Wikidata | weitere Bilder |
| Methlach 1 (Standort) | Ehemalige Mühle, Scheune                | Satteldachbau in Fachwerk mit Zwerchhaus, im Kern 18. Jahrhundert, durch An- und Vorbauten mehrfach erweitert                              | D-5-71-135-33 Wikidata | weitere Bilder |
| Methlach 1 (Standort) | Ehemalige Mühle, Nebengebäude, Wohnhaus | Zweigeschossiger Satteldachbau mit Fledermausgaube und verzahnter Eckquaderung, wohl zweite Hälfte 19. Jahrhundert                         | D-5-71-135-33 Wikidata | weitere Bilder |

### Mosmühle
| Lage                  | Objekt            | Beschreibung | Akten-Nr.              | Bild           |
| --------------------- | ----------------- | --- | ---------------------- | -------------- |
| Mosmühle 1 (Standort) | Ehemalige Mühle   | Zweigeschossiger Satteldachbau mit stichbogigen Fenster- und Türöffnungen sowie Geschoss-, Trauf- und Giebelgesimsen, Sohlbänke und Kragsteine aus Haustein, „1850“ (bezeichnet) wohl über älterem Kern errichtet, „1883“ (bezeichnet) verändert | D-5-71-135-35 Wikidata | weitere Bilder |
| Mosmühle 1 (Standort) | Ehemalige Scheune | Fachwerkbau mit Satteldach, 18. Jahrhundert | D-5-71-135-35 Wikidata | BW             |
| Mosmühle 1 (Standort) | Ehemaliger Stall  | An die Scheune angebauter Satteldachbau mit massivem Erdgeschoss mit verzahnter Eckquaderung und segmentbogigen Fenstern und Fachwerkgiebel, „1839“ (bezeichnet), überformt                                                                      | D-5-71-135-35 Wikidata | BW             |
| Mosmühle 1 (Standort) | Scheune           | Satteldachbau mit Fachwerkgiebel, „1899“ (bezeichnet) | D-5-71-135-35 Wikidata | BW             |

### Münchzell
| Lage                   | Objekt              | Beschreibung | Akten-Nr.              | Bild   |
| ---------------------- | ------------------- | --- | ---------------------- | ------ |
| Aichach (Standort)     | Denkmal Heidenhügel | Über bronzezeitlichen, 1803 geöffneten Gräbern eine Nachbildung frühgeschichtlicher Megalitharchitektur mit Gedenkstein, „1804“ (bezeichnet)                                                                    | D-5-71-135-39 Wikidata | BW     |
| Aichach (Standort)     | 5 Grenzsteine       | Rechteckige, oben abgerundete Sandsteinpfeiler, an zwei Seiten reliefiert, gesetzt 1753; Grenzsteine der ehemaligen Markgrafentümer Brandenburg-Onolzbach und Brandenburg-Kulmbach; (Lage) (Lage) (Lage) (Lage) | D-5-71-135-38 Wikidata | BW     |
| Bibert (Standort)      | Brücke              | Zweibogige Straßenbrücke aus Sandsteinquadern, wohl Mitte 19. Jahrhundert | D-5-71-135-37 Wikidata | BW     |
| Münchzell 1 (Standort) | Steine              | einer ehemaligen gotischen Kapelle | D-5-71-135-36 Wikidata | Steine |

### Neudorf
| Lage                  | Objekt              | Beschreibung | Akten-Nr.              | Bild           |
| --------------------- | ------------------- | --- | ---------------------- | -------------- |
| In Neudorf (Standort) | Ziehbrunnen         | Mit rechteckigem Brunnenkasten aus Quadersteinen mit vier Säulen und Zeltdach sowie flachem Trog davor, wohl 16. Jahrhundert, 1955 etwas versetzt                                       | D-5-71-135-42 Wikidata | weitere Bilder |
| Neudorf 8 (Standort)  | Ehemaliges Amtshaus | Zweigeschossiger Satteldachbau in Massivbauweise mit Hausteinrahmung um das stichbogige Portal und Fenster, Wappenstein und Voluten am Giebelansatz, wohl zweite Hälfte 17. Jahrhundert | D-5-71-135-40 Wikidata | weitere Bilder |
| Neudorf 16 (Standort) | Gasthof zum Löwen   | Zweigeschossiger Satteldachbau mit Stichbogenportal, 17./18. Jahrhundert | D-5-71-135-41 Wikidata | weitere Bilder |

### Seubersdorf
| Lage                      | Objekt                                                  | Beschreibung | Akten-Nr.              | Bild           |
| ------------------------- | ------------------------------------------------------- | --- | ---------------------- | -------------- |
| Seubersdorf 8 (Standort)  | Ehemaliges Schulhaus                                    | Zweigeschossiger Walmdachbau mit segmentbogigen Fenster- und Türöffnungen, Freitreppe, Gurtgesims und vorkragendem Treppenhaus, 1845                                                                                            | D-5-71-135-55 Wikidata | weitere Bilder |
| Seubersdorf 8 (Standort)  | Waschhaus                                               | Erdgeschossiger Satteldachbau mit Ladeluke, um 1845 | D-5-71-135-55 Wikidata | BW             |
| Seubersdorf 8 (Standort)  | Brunnen                                                 | Rundes Brunnenbecken mit Pumpe, um 1845, Brunnenstock erneuert | D-5-71-135-55 Wikidata | weitere Bilder |
| Seubersdorf 22 (Standort) | Evangelisch-lutherische Pfarrkirche St. Maria Magdalena | Chorturmkirche, Saalbau mit eingezogenem Rechteckschor im Turm mit Spitzhelm und Sakristeianbau im Norden, im Kern spätmittelalterlich, „1705“ (bezeichnet) umfassend erneuert, Sakristeianbau 20. Jahrhundert; mit Ausstattung | D-5-71-135-46 Wikidata | weitere Bilder |
| Seubersdorf 22 (Standort) | Friedhofsmauer, ehemalige Wehrmauer                     | Mit spitzbogigem, profiliertem Portal, spätmittelalterlich | D-5-71-135-46 Wikidata | weitere Bilder |
| Seubersdorf 24 (Standort) | Wohnstallhaus                                           | Erdgeschossiger Satteldachbau mit Zwerchhaus und am Giebel gestufter Brandmauer zwischen Wohn- und Stallteil, „1852“ (bezeichnet)                                                                                               | D-5-71-135-47 Wikidata | BW             |

### Warzfelden
| Lage                                   | Objekt                                             | Beschreibung | Akten-Nr.              | Bild           |
| -------------------------------------- | -------------------------------------------------- | --- | ---------------------- | -------------- |
| In Warzfelden, Mettlachbach (Standort) | Brücke                                             | Einjochige Bogenbrücke aus Sandsteinquadern, wohl 18./frühes 19. Jahrhundert | D-5-71-135-52 Wikidata | weitere Bilder |
| Warzfelden 4 (Standort)                | Gasthaus zum Adler                                 | Neubau nach 1983 | D-5-71-135-50 Wikidata | weitere Bilder |
| Warzfelden 23 a (Standort)             | Evangelisch-lutherische Filialkirche St. Mauritius | Chorturmkirche, Saalbau mit eingezogenem Rechteckchor im Turm mit Fachwerkobergeschoss und Spitzhelm, Sakristeianbau im Norden und Emporenaufgang im Westen, Turmunterbau angeblich auf Resten einer Befestigungsanlage, 14. Jahrhundert, Helm und wohl auch Glockengeschoss 1799, Kirchenschiff 1906 neu errichtet; mit Ausstattung | D-5-71-135-49 Wikidata | weitere Bilder |
| Warzfelden 23 a (Standort)             | Friedhofsmauer                                     | Wohl um 1906 erneuert | D-5-71-135-49 Wikidata | weitere Bilder |
| Warzfeldermühle (Standort)             | Ehemalige Mühle                                    | Zweigeschossiger Satteldachbau in Fachwerk über massivem Erdgeschoss mit Aufzugsöffnungen und Kranbalken im Giebel, wohl zweite Hälfte 17. Jahrhundert, angeblich „1728“ (modern bezeichnet) | D-5-71-135-51 Wikidata | BW             |

## Ehemalige Baudenkmäler
In diesem Abschnitt sind Objekte aufgeführt, die früher einmal in der Denkmalliste eingetragen waren, jetzt aber nicht mehr. Objekte, die in anderem Zusammenhang also z. B. als Teil eines Baudenkmals weiter eingetragen sind, sollen hier nicht aufgeführt werden. Aktennummern in diesem Abschnitt sind ehemalige, jetzt nicht mehr gültige Aktennummern.

| Lage                                             | Objekt                   | Beschreibung                                                        | Akten-Nr.              | Bild           |
| ------------------------------------------------ | ------------------------ | ------------------------------------------------------------------- | ---------------------- | -------------- |
| Oberschlauersbach Oberschlauersbach 2 (Standort) | Ehemaliges Wohnstallhaus | Erdgeschossiger Satteldachbau mit Fachwerkgiebel, angeblich um 1793 | D-5-71-135-44 Wikidata | weitere Bilder |
| Rüdern Taschenfeld (Standort)                    | Grenzstein               | Landgerichtsgrenze, wohl 18. Jahrhundert                            | D-5-71-135-45 Wikidata | BW             |

## Abgegangene Baudenkmäler
In diesem Abschnitt sind Objekte aufgeführt, die früher einmal in der Denkmalliste eingetragen waren, jetzt aber nicht mehr existieren, z. B. weil sie abgebrochen wurden. Aktennummern in diesem Abschnitt sind ehemalige, jetzt nicht mehr gültige Aktennummern.

| Lage                                     | Objekt                        | Beschreibung | Akten-Nr.              | Bild |
| ---------------------------------------- | ----------------------------- | --- | ---------------------- | ---- |
| Dietenhofen Nähe Schloßstraße (Standort) | Eingeschossiges Wohnstallhaus | Fachwerkgiebel, 18./19. Jahrhundert; abgerissen und durch einen Parkplatz ersetzt | D-5-71-135-18 Wikidata | BW   |
| Walburgswinden Neudorf 18 (Standort)     | Ehemaliges Wohnstallhaus      | Zweigeschossiger Satteldachbau mit massivem Erdgeschoss, verzahnter Eckquaderung und Fachwerk in Ober- und Giebelgeschoss, im Kern erstes Viertel 19. Jahrhundert, nördlicher Anbau abgebrochen, im Westen verkürzt | D-5-71-135-48 Wikidata | BW   |
| Warzfelden Warzfelden 4 (Standort)       | Gasthaus zum Adler            | Zweigeschossiger Satteldachbau, Fachwerk, 1804, daneben eingeschossiges Wohnstallhaus mit teilweise verputztem Fachwerkgiebel, wohl 17. Jahrhundert                                                                 | D-5-71-135-50 Wikidata | BW   |